# ブリテンのコーデリア
ブリテンのコーデリア（Cordelia（Cordeilla））は、年代記編纂者ジェフリー・オブ・モンマスの『ブリタニア列王史』に語られている、ブリトン人の伝説的女王である。
彼女はレイルとローマ以前のブリトンの2番目の女王の末娘であった。彼女の存在を裏付ける独立した歴史的証拠はない。彼女は伝統的にウェールズ伝統の脇役クレイゼラッドと関連付けられるが、この同定は学者たちにより疑問視されている。

## 伝説

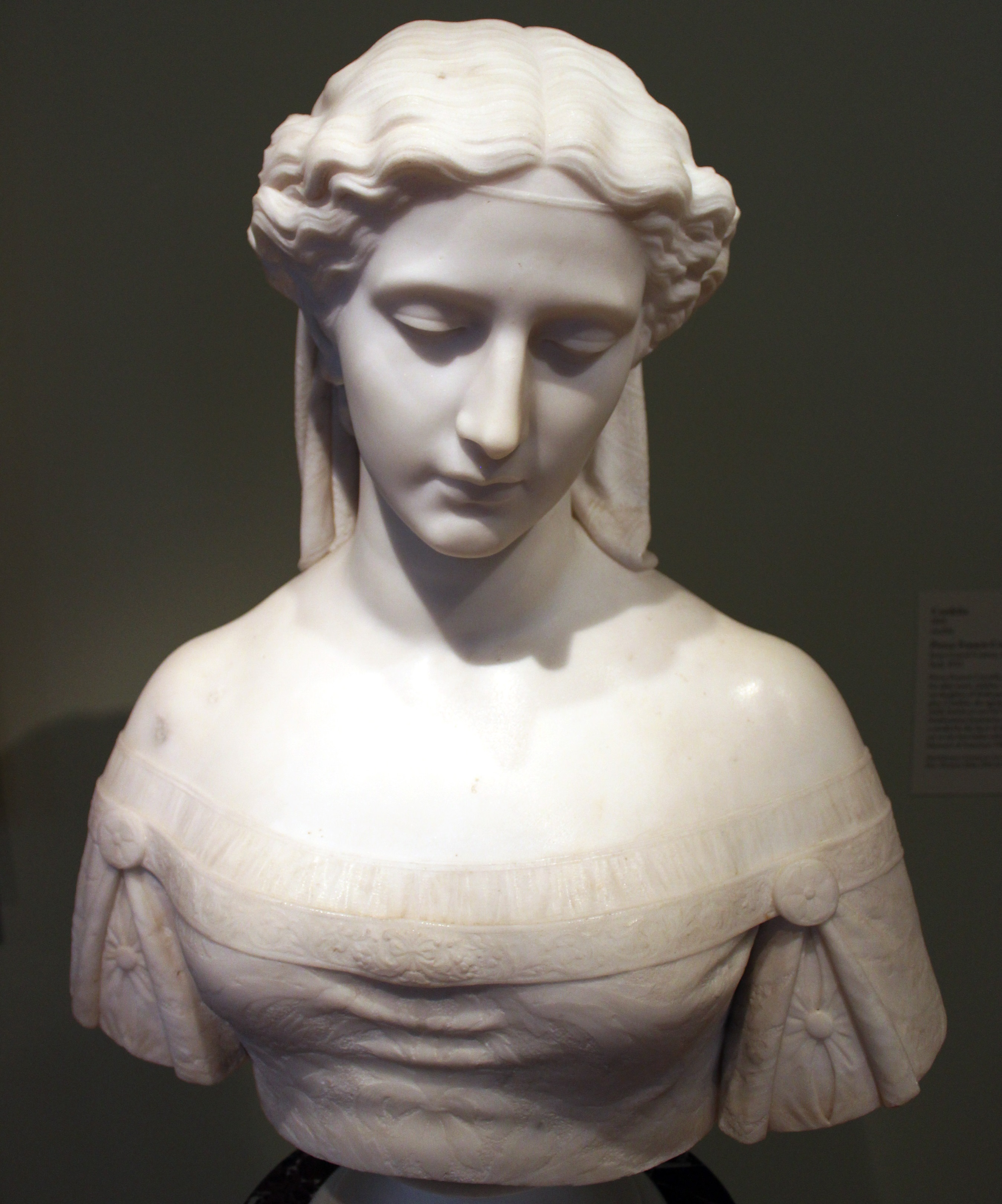
Cordelia by Pierce Francis Connelly

コーデリアはレイルの愛娘であり、ゴネリルとリーガンの妹だった。
レイルが自身の王国を彼の娘とその夫に分割すると決めたとき、コーネリアは彼に媚びることを拒んだ。これに応えて、レイルは彼女へブリテンの土地を譲渡することや夫への祝福を与えることを拒否した。
しかし、それとは関係なくフランク人の王アガニップスは彼女へ求婚し、レイルは結婚を認めた。しかし、レイルは彼の持参金を拒否した。彼女はガリアのカリティア（現在のラ・シャリテ＝シュル＝ロワール）にある王宮へ移り、そこで何年も過ごした。
レイルはブリテンから亡命し、他の娘の夫に押収された彼の王位を復元させることを求めて、ガリアにいるコーデリアのもとへ逃げた。彼女は軍を編成し、ブリテンへ侵攻した。統治している侯爵たちを倒し、レイルを復位させた。レイルの死から3年後、コーデリアの夫アガニップスが死に、彼女はブリテンへ帰還し王女となった。
コーデリアは彼女の姉たちの息子クネダギウスとマルガヌスが成人するまでの5年間、平和的に統治した。この息子たちはそれぞれ、コーンウォール公とアルバ公として、統治のための正当な血統を主張し、女性による統治を軽蔑した。彼らは挙兵し、幾多の戦いを経験したコーデリアと戦った。彼女は囚われ、甥たちにより投獄された。悲しみの中、彼女は自殺した。クネダギウスはハンバー川南西地域におけるブリテンの王位を継いだ。マルガヌスはハンバー川北東地域を統治した。その後、彼らの間で内戦が勃発した。マルガヌスは敗北し、殺された。

## 文化
この物語はシェイクスピアの演劇『リア王』の中で使われている。シェイクスピア版では、コーデリアのブリテン侵攻は失敗している。彼女は捕らえられて殺され、彼女の父は王位を取り戻せていない。
シェイクスピアの前、この物語はエドマンド・スペンサーの傑作『妖精の女王』と作者不明の演劇『レア王』でも使われている。この時期のコーデリアの任期は、おそらく彼女の英雄的女王としての役割がエリザベス1世に匹敵していたからだと考えられている。